# Eugen Nae
Eugen Gheorghe Nae (n. 23 noiembrie 1974 în Periș) este un fost fotbalist român. 
În sezonul 2010-2011 a fost antrenor cu portarii la echipa de fotbal Steaua București.